# 케이티 루카스
케이티 루카스(Katie Lucas, 1988년 4월 13일 ~ )는 미국의 배우, 영화배우, 각본가이다.

## 영화
- 스타 워즈: 클론 전쟁 - 시리즈 (2008년)
- 스타워즈 에피소드 3 - 시스의 복수 (2005년)